# A-Z Luxemburger Illustrierte
L'A-Z Luxemburger Illustrierte fou un setmanari luxemburguès en llengua alemanya publicat entre 1933 i 1940.